# Чувари галаксије 3
Чувари галаксије 3 (енгл. Guardians of the Galaxy Vol. 3) је амерички суперхеројски филм из 2023. године, заснован на истоименом Марвеловом тиму, продуциран од стране компанија Марвел студио и Волт Дизни. Наставак је филма Чувари галаксије 2 (2017) и 32. је филм Марвеловог филмског универзума. Режију и сценарио потписује Џејмс Ган, док главне улоге тумаче Крис Прат, Зои Салдана, Дејв Батиста, Карен Гилан, Пом Клементиф, Вин Дизел, Бредли Купер, Вил Полтер, Шон Ган, Чуквуди Ивуџи, Линда Карделини, Нејтан Филион и Силвестер Сталоне.
Џејмс Ган је у новембру 2014. изјавио да је имао иницијалне идеје за трећи филм у серијалу, а званично је најављен као режисер и сценариста у априлу 2017. године. Компанија Дизни га је отпустила у јулу 2018. након серије његових контроверзних твитова, али је у октобру исте године враћен на место режисера. Његов повратак је откривен јавности у марту 2019, а продукција филма је настављена након што је Ган завршио свој рад на филму Одред отписаних: Нова мисија (2021) и серији Миротворац (2022). Снимање је почело у новембру 2021. у Атланти, а завршено је у мају 2022. године.
Филм је премијерно приказан 22. априла 2023. у Дизниленду у Паризу, док је у америчким биоскопима објављен 5. маја исте године. Широм света је зарадио преко 845 милиона долара, што га чини четвртим филмом са највећом зарадом 2023. године. Добио је позитивне рецензије критичара, који су га сматрали задовољавајућим завршетком трилогије. Филм је био номинован за награду Оскар у категорији за најбоље визуелне ефекте.

## Радња
У њиховом новом седишту на планети Знаш-куда, Чуваре галаксије напада Адам Ворлок, ратник Суверених кога је створила њихова висока свештеница Ајеша. Након што Адам критично рани Рокета, Небула га избоде ножем и он бежи. Чувари не могу да залече Рокетове ране својим медицинским пакетима због прекидача за убијање који је у њега уградио Оргокорп, компанија којом руководи луди научник и Рокетов творац, Високи Еволуционар. Чувари путују у штаб Оргокорпа да пронађу код за прекид рада прекидача и спасу Рокетов живот.
Док Рокет лежи у несвести, присећа се своје прошлости. Док је био беба ракун, на њему је експериментисао Високи Еволуционар, који је настојао да побољша и антропоморфизује животињске облике живота како би створио идеално друштво познато као Контра-Земља. Рокет се спријатељио са животињама из 89. серије експерименталних субјеката: видром Лајлом, моржем Тифсом и зецом Флором. Високи Еволуционар је био импресиониран Рокетовом брзо напредујућом интелигенцијом, али се разбеснео када је она надмашила његову сопствену. Високи Еволуционар је користио Рокета да усаврши своје креације, а затим је планирао да извади његов мозак за даље истраживање и истреби застарелу 89. серију. Рокет је ослободио своје пријатеље, али Високи Еволуционар је убио Лајлу. Бесан, Рокет је напао и тешко ранио Високог Еволуционара, али његови људи су убили Тифса и Флора током ватреног окршаја са Рокетом, пре него што је овај побегао са Контра-Земље у свемирском броду.
У садашњости, Разарачи, предвођени алтернативном верзијом Гаморе, помажу Чуварима да се инфилтрирају у Оргокорп. Они преузимају фајл о Рокету, али откривају да је код уклоњен, а највероватнији кривац је Тил, један од саветника Високог Еволуционара. Чувари, заједно са Гамором, одлазе на Контра-Земљу да га пронађу. Прате их Ајеша и Адам, пошто је Високи Еволуционар, творац њихове расе, запретио да ће збрисати Суверене ако не успеју да поврате Рокета. Чувари стижу до Контра-Земље, где Дракс и Мантис остају са Гамором и Рокетом, док Питер Квил, Грут и Небула путују до комплекса Високог Еволуционара. Чувари комплекса присиљавају Небулу да чека напољу док Квил и Грут улазе, несвесни да су Дракс и Мантис пошли за њима. Гамора спасава Рокета од Адама и Ратне Свиње Високог Еволуционара.
Високи Еволуционар признаје Квилу разочарање у несавршено друштво Контра-Земље. Он уништава планету, убијајући све становнике и Ајешу. Комплекс се претвара у свемирски брод и полеће, а Небула, Дракс и Мантис се укрцавају да спасу Квила и Грута, који су већ побегли са Тилом, преузимајући шифру од њега, након чега их Гамора у њиховом броду спасава. Како Квилова група користи шифру, Рокету стаје срце и има искуство блиске смрти, где се поново сусреће са Лајлом, Тифсом и Флором. Лајла му говори да његово време још није дошло, а Квил користи шифру да онемогући прекидач за убијање и поново покрене Рокетово срце.
Дракс, Небула и Мантис сусрећу стотине генетски модификоване хуманоидне деце на свемирском броду пре него што буду ухваћени. Остатак Чувара организују спасилачку мисију, која их води у битку против снага Високог Еволуционара. Креглин пуца на свемирски брод са Знаш-куда и тешко га оштећује; касније спасава грађане Знаш-куда од напада. Са намером да се повуче, посада Високог Еволуционара се буни, али их он убија. Дракс, Небула и Мантис се суочавају и спријатељују са три монструозна Абилиска да би побегли и нашли се са Квиловом групом. Чувари одлажу напуштање брода, одлучујући да спасу децу, која беже на Знаш-куда преко телекинетичког тунела пса Козма који повезује Знаш-куда са свемирским бродом. Рокет открива заточене животиње на броду пре него што га нападне Високи Еволуционар, али други Чувари му помажу да га савладају, а Рокет га поштеди. Чувари спасавају животиње и предводе их на Знаш-куда. Квил замало умире покушавајући да пређе, али га спасава Адам, који је променио страну након што га је Грут спасао.
Квил одлучује да напусти Чуваре, именујући Рокета за новог капетана; Квил путује на Земљу где се поново налази са својим дедом Џејсоном. Мантис креће на путовање самооткривања са Абилисковима, Гамора се враћа Разарачима, а Небула и Дракс остају на Знаш-куда да одгајају спасену децу.
У сцени после одјавне шпице, нови Чувари, које чине Рокет, Грут, Креглин, Козмо, Адам, Фила (једна од спасене деце) и Адамов љубимац Блурп, крећу на нову мисију.

## Улоге
| Глумац            | Улога                  |
| ----------------- | ---------------------- |
| Крис Прат         | Питер Квил / Стар Лорд |
| Зои Салдана       | Гамора                 |
| Дејв Батиста      | Дракс Разарач          |
| Карен Гилан       | Небула                 |
| Пом Клементиф     | Мантис                 |
| Вин Дизел         | Грут                   |
| Бредли Купер      | Рокет                  |
| Вил Полтер        | Адам Ворлок            |
| Шон Ган           | Креглин Обфонтери      |
| Чуквуди Ивуџи     | Високи Еволуционар     |
| Линда Карделини   | Лајла                  |
| Нејтан Филион     | господар Карџа         |
| Силвестер Сталоне | Стакар Огорд           |
| Елизабет Дебики   | Ајеша                  |
| Мајкл Розенбаум   | Мартинекс              |
| Грег Хенри        | Џејсон                 |
| Мајкл Рукер       | Јонду Удонта           |
| Марија Бакалова   | Козмо                  |
| Асим Чаудри       | Тифс                   |
| Микаела Хувер     | Флор                   |
| Данијела Мелшиор  | Јура                   |
| Нико Сантос       | Тил                    |
| Каи Зен           | Фила                   |
| Џуди Грир         | Ратна Свиња            |